# Vicky Ford
Victoria Grace (Vicky) Ford (ur. 21 września 1967 w Omagh) – brytyjska polityk i ekonomistka, deputowana do Parlamentu Europejskiego VII i VIII kadencji, posłanka do Izby Gmin (2017–2024).

## Życiorys
Urodziła się w Irlandii Północnej w rodzinie lekarzy. Ukończyła studia z zakresu matematyki i ekonomii w Trinity College na University of Cambridge. Przez kilkanaście lat pracowała w branży finansowej (m.in. w kompanii JPMorgan Chase). W 2005 bez powodzenia z ramienia Partii Konserwatywnej kandydowała do Izby Gmin. Pełniła funkcję radnej lokalnej w South Cambridgeshire.
W wyborach w 2009 z listy konserwatystów uzyskała mandat deputowanej do Parlamentu Europejskiego. W PE została członkinią nowej grupy o nazwie Europejscy Konserwatyści i Reformatorzy, a także Komisji Gospodarczej i Monetarnej. W 2014 z powodzeniem ubiegała się o europarlamentarną reelekcję.
W wyborach w 2017 uzyskała natomiast mandat deputowanej do Izby Gmin w okręgu wyborczym Chelmsford. W 2019 została wybrana na kolejną kadencję niższej izby brytyjskiego parlamentu. W 2020 została parlamentarnym podsekretarzem stanu w departamencie edukacji, w 2021 przeszła na tożsame stanowisko w departamencie spraw zagranicznych. W 2022 pełniła funkcję ministra stanu do spraw rozwoju w tym departamencie.
W wyborach do Izby Gmin w 2024 nie uzyskała reelekcji.